# Campionati europei di 49er & 49er FX 1999
I Campionati europei di 49er & 49er FX 1999 si sono svolti a Cascais, in Portogallo, dall'8 al 12 ottobre.

## Podi
| Evento | Oro                               | Argento                                          | Bronzo                                 |
| 49er   | Germania Marcus Baur Philip Barth | Spagna Santiago López-Vázquez Javier de la Plaza | Francia Marc Audineau Julien Farnarier |

## Medagliere
| Posiz. | Nazione  | Oro | Argento | Bronzo | Totale |
| ------ | -------- | --- | ------- | ------ | ------ |
| 1      | Germania | 1   | 0       | 0      | 1      |
| 2      | Spagna   | 0   | 1       | 0      | 1      |
| 3      | Francia  | 0   | 0       | 1      | 1      |
| Totale | Totale   | 1   | 1       | 1      | 3      |